# Jouko Salomäki
Jouko Salomäki (n. 26 august 1962, Kauhajoki, Vaasa Province⁠(d), Finlanda) este un luptător ce a reprezentat Finlanda, medaliat olimpic. A participat la 2 ediții ale Jocurilor Olimpice (1984, 1988) în care a câștigat o medalie de aur.